# تم عباس‌آباد (تپه عباس‌آباد)
تم عباس‌آباد (تپه عباس‌آباد) مربوط به هزاره دوم قبل از میلاد است و در شهرستان جیرفت، روستای عباس‌آباد واقع شده و این اثر در تاریخ ۱ فروردین ۱۳۴۵ با شمارهٔ ثبت ۵۰۸ به‌عنوان یکی از آثار ملی ایران به ثبت رسیده است.